# El sueño de Ossian
El sueño de Ossian (en francés: Le Songe d'Ossian) es un cuadro realizado por el pintor francés Jean-Auguste-Dominique Ingres. Mide 348 cm de alto y 275 cm de ancho, y está pintado al óleo sobre lienzo. Data de 1813 y se encuentra en el Museo Ingres, en Montauban, Francia.

## Historia

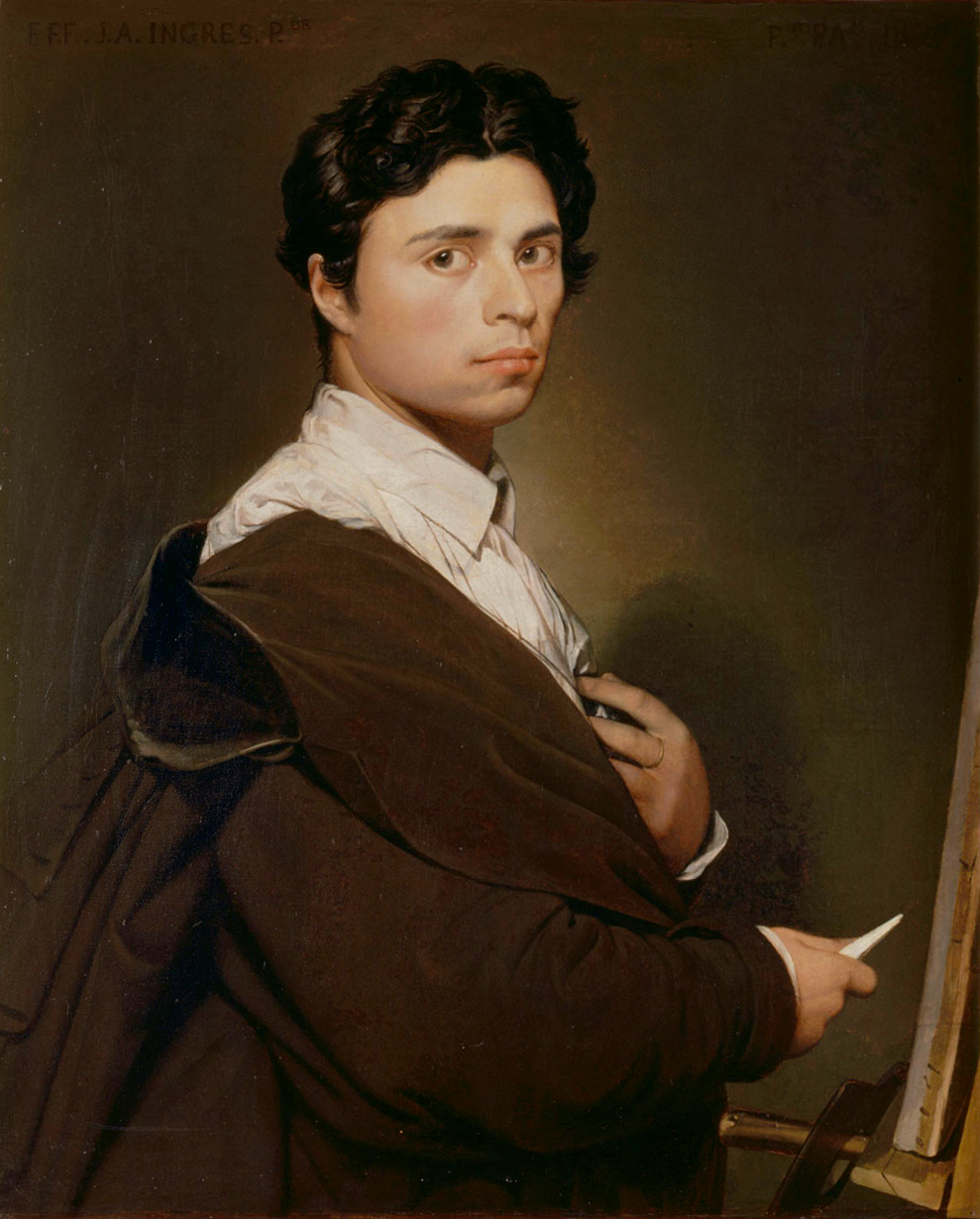
Jean-Auguste-Dominique Ingres

Ingres fue un pintor neoclásico. Recibió una formación académica en el taller de Jacques-Louis David, el mayor referente en la pintura neoclásica. Terminó su formación en Roma en 1807, con una beca de estudios. En sus primeras obras destacó como un gran retratista, si bien con cierta diferencia estilística entre los retratos efectuados para sus clientes, más académicos, o los realizados para sus amigos o autorretratos, que denotan un espíritu más afín al incipiente romanticismo. Junto a los retratos, la pintura histórica y el desnudo femenino fueron sus temas favoritos. Tras su regreso de Italia en 1824 Ingres fue aclamado como un adalid del academicismo frente al nuevo y criticado romanticismo, y los siguientes años recibió numerosos encargos oficiales que supusieron la consagración de su carrera, al tiempo que iniciaba una etapa docente al frente de la Academia Francesa en Roma. A lo largo de una larga trayectoria dejó unos 170 cuadros realizados y más de cuatro mil dibujos.
En 1812, ante la inminente llegada de Napoleón Bonaparte a Roma, se encargó a Ingres dos lienzos para el palacio del Quirinal: Rómulo lleva al templo de Júpiter las armas del vencido Acrón, para el «second salon de l'impératrice»; y El sueño de Ossian, que fue colocado en el techo de la alcoba de Napoleón. En este emplazamiento original fue colocado de forma oval, entre cuatro relieves de José Álvarez Cubero.
Tras el regreso de Pío VII al palacio en 1815, tras la derrota napoleónica, los cuadros fueron dispersados. El propio Ingres readquirió el cuadro en 1835, fecha en que fue sometido a una restauración que se prolongó hasta 1841, efectuada por Raymond Balze. En 1867 el autor donó el cuadro al museo dedicado a su figura, en Montauban, su localidad natal.

## Descripción
La figura de Ossian surgió en 1762 de la mano del escritor escocés James Macpherson, quien afirmaba que era un bardo gaélico que había escrito diversas epopeyas del Ciclo feniano (o Ciclo ossiánico) de la mitología irlandesa. Macpherson afirmaba haberlas traducido del gaélico al inglés, pero en realidad las había escrito él mismo. Pese al engaño, sus obras sobre el bardo-guerrero (Fingal, 1761; Temora, 1763; The Works of Ossian, 1765) tuvieron un gran éxito y supusieron uno de los puntos de partida de la literatura romántica, influyendo en autores como Walter Scott y Johann Wolfgang Goethe.
La leyenda de Ossian gustaba mucho a Napoleón, quien influyó a uno de sus generales, Jean-Baptiste Bernadotte —más tarde rey de Suecia como Carlos XIV—, para que pusiera de nombre a su hijo Oscar, como el hijo de Ossian —futuro Óscar I de Suecia—. Es por ello por lo que Ingres quiso agradar a Napoleón con esta temática. Ya en 1801 otros dos artistas habían pintado a Ossian para el palacio de Malmaison del primer cónsul: Anne-Louis Girodet-Trioson (Ossian recibiendo en el Valhalla a los generales de la República muertos por la patria, Musée National du Château de Malmaison, Rueil) y François Gérard (Ossian despertando a los espíritus a orillas del Loira con el sonido de su arpa, Hamburger Kunsthalle, Hamburgo).
En el cuadro se ve un Ossian anciano apoyado sobre su arpa, durmiendo; sobre él aparece una escena que se corresponde con su sueño, con unas figuras traslúcidas de color blanco, como de alabastro, que semejan estatuas. Estas figuras están postradas, como cansadas, se diría que sin vida, o como soñando a su vez, un sueño dentro de un sueño. La figura principal, con yelmo alado y escudo, en la parte derecha del cuadro, es Oscar, el hijo de Ossian; aparecen también su amante, Malvina, su padre Fingal, Starno (soberano de las nieves) y sus hijas —que tocan arpas—, así como otros héroes de la saga ossiánica.
En esta obra Ingres mantuvo un equilibrio entre el formalismo clasicista y la visión romántica, creando una imagen que se podría calificar como una de las más rupturistas de su producción, en cuanto a formas y cromatismo. En su composición se denota la influencia tanto de la pintura manierista como la de artistas como Rafael, Mantegna y Holbein, así como el influjo de un pintor de su época como Johann Heinrich Füssli, a caballo entre el neoclasicismo y el prerromanticismo.
De esta obra existen unos dibujos preparatorios conservados en el Museo Ingres de Montauban, así dos estudios en acuarela, uno de propiedad privada y otro conservado en el Fogg Art Museum de Cambridge (Massachusetts). El lienzo está firmado Ingres F. 1813, en la roca abajo en el centro.